# Irminiscle
Irminiscle (segle X) fou abat del monestir de Sant Quirze de Colera. D'aquest abat no se'n té cap notícia documental, excepte el fet que apareix en els abaciologis que s'han fet d'aquest cenobi.